# Квасов Віктор Іванович
Віктор Іванович Квасов (нар. 7 листопада 1941, Москва, СРСР) — радянський футболіст та футбольний тренер, виступав на позиціях нападника та півзахисника.

## Життєпис
Народився в Москві, виріс у Кунцевському районі, але футболом розпочав займатися в пізньому віці. Виступав за юнацьку команду «Зеніт», а потім грав на спартакіаді школярів у складі збірної ДСТ «Трудові резерви». Пізніше прийняв пропозицію від Миколи Дементьєва і став гравцем московського «Спартака». 1959 рік провів у дублюючому складі команди. Так і не зігравши жодного матчу за основу, в 1960 році перебрався в тамбовський «Спартак», де по ходу сезону прийняв запрошення від головного тренера команди воронезького «Труда» Германом Зоніна. У складі «Труда» став чемпіоном класу «Б», однак через конфлікт з Зоніним після закінчення сезону покинув команду.
Після відходу з воронезької команди, виступав у змаганнях КФК за «Авангард» (Крюков, нині — район Кременчука). Після товариської гри проти полтавського «Колгоспника» був запрошений в команду, за яку виступав нелегально в зв'язку із закінченням терміну дозаявок. Завдяки переконливій грі в товариському матчі проти кіровоградської «Зірки» отримав пропозицію стати гравцем команди, де в першому ж сезоні став її найкращим бомбардиром. У 1963 році призваний на військову службу, під час якої грав за київський СКА. Після демобілізації повернувся в Кіровоград. У складі «Зірки» виступав протягом 6 сезонів, провів понад 200 матчів та відзначився понад 60 голами, у 1967 році знову став кращим бомбардиром команди. У 1972 році перейшов у «Вулкан» з Петропавловська-Камчатського, де грав протягом року, після чого повернувся в «Зірку», проте по завершенні передсезонних зборів вирішив завершити кар'єру.
Завершивши виступи став тренером в кіровоградській ДЮСШ, а пізніше — СДЮШОР. Закінчив Вищу школу тренерів у Москві. У 1987 році працював у «Зірці» на посаді начальника команди та виконуючого обов'язки головного тренера.

## Досягнення
- Клас «Б»
  -  Чемпіон (1): 1960 (зона РРФСР)